# Station Portlaoise
Station Portlaoise is een spoorwegstation in Portlaoise in het Ierse graafschap Laois. Het station ligt aan de lijn Dublin - Cork. Via Limerick Junction is er een rechtstreekse verbinding met Limerick. 
Iarnród Éireann (Irish Rail) bouwde een onderhoudsdepot voor treinen, Portlaoise Traincare Depot, ten zuidoosten van het centrum van Portlaoise, dat op 1 januari 2008 gereed was en later dat jaar in gebruik genomen werd.